# Abe Shintarō

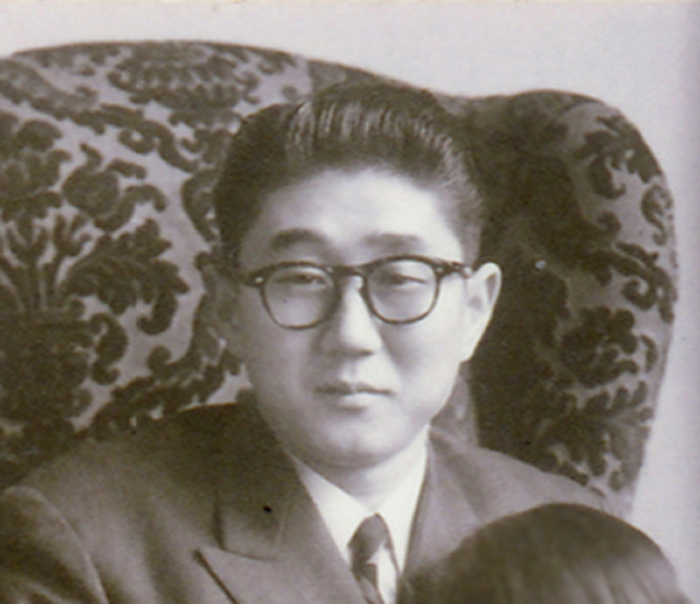
Abe Shintarō (1956)

Abe Shintarō (jap. 安倍 晋太郎; * 29. April 1924 in Yotsuya, Tokio; † 15. Mai 1991 in Bunkyō, Präfektur Tokio) war ein japanischer Politiker der Liberaldemokratischen Partei (LDP) und von 1958 bis zu seinem Tod mit einer Unterbrechung (1963–1967) Abgeordneter im Shūgiin, dem Unterhaus des nationalen Parlaments, für den 1. Wahlkreis Yamaguchi. Von 1982 bis 1986 war er Außenminister und von 1987 bis 1989 Generalsekretär der LDP.

## Leben

### Werdegang
Abe Shintarō wurde am 29. April 1924 als erster Sohn des späteren Shūgiin-Abgeordneten Abe Kan (安倍 寛; 1894–1946) in Tokio geboren. Er wuchs in der Präfektur Yamaguchi, der Heimatpräfektur der Abe-Familie, bei seinem Vater und seiner Großtante auf, da sich seine Eltern kurz nach seiner Geburt getrennt hatten. Ab 1944 studierte er an der Universität Okayama, wo er durch besondere Leistungen auffiel und ihm ein Eintritt in die Kaiserliche Universität Tokio empfohlen wurde. Kurz darauf wurde er jedoch in die Marine einberufen. Nach Ende des Kriegs kehrte er in die rechtswissenschaftliche Fakultät der nun in „Universität Tokio“ umbenannte ehemalige Kaiserliche Universität Tokio zurück und wurde 1949 politischer Journalist bei der Mainichi Shimbun.
1949 heiratete er die älteste Tochter des Shūgiin-Abgeordneten Kishi Nobusuke, Kishi Yōko (岸信 洋子; * 1928). 1952 wurde sein erster Sohn Hironobu (寛信) geboren; 1954 folgte Shinzō. Als Kishi Nobusuke 1956 im Kabinett Ishibashi zum Außenminister ernannt wurde, verließ Abe die Mainichi Shimbun und wurde sein Sekretär. Auch nach der Ernennung Kishis zum Premierminister im Februar 1957 blieb Abe dessen Sekretär. Bei der Shūgiin-Wahl 1958 trat er für die LDP im alten Wahlkreis Yamaguchi 1 (4 Mandate) an und wurde dort mit dem zweithöchsten Stimmenanteil ins Shūgiin gewählt. 1959 kam sein dritter Sohn Nobuo zur Welt, der kurz darauf von der Kishi-Familie adoptiert wurde. Nach einer Wiederwahl 1960 schied Abe bei der Wahl 1963 aus dem Shūgiin aus, als er mit dem fünfthöchsten Stimmenanteil als einziger LDP-Kandidat in diesem Wahlkreis scheiterte. Bei der Wahl 1967 kehrte er nach starker Unterstützung durch seine Verwandten Kishi Nobusuke und Satō Eisaku im Wahlkampf als Erstplatzierter ins Shūgiin zurück und wurde seither bis zu seinem Tod achtmal wiedergewählt.

### Minister

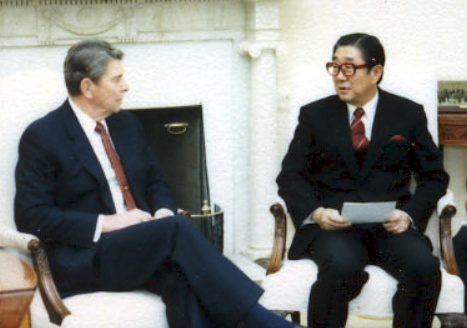
Abe mit Ronald Reagan im Oval Office (1987)

Innerhalb der LDP gehörte Abe zunächst der Kishi-Faktion und ab 1979 der Fukuda-Faktion an; im Kakufuku-Krieg 1970er- und frühen 1980er-Jahren stand er somit stets auf der Seite Fukuda Takeos. Seinen ersten Ministerposten erhielt Abe 1974 im Kabinett Miki als Minister für Landwirtschaft und Forsten. 1977 wurde er im umgebildeten Kabinett Fukuda zum Chefkabinettssekretär ernannt und war in dieser Funktion am Friedensvertrag zwischen Japan und der Volksrepublik China von 1978 beteiligt. Nach dem Rücktritt Fukudas war er unter Ōhira Masayoshi Vorsitzender des politischen Forschungsrates der LDP, bis er 1981 als Minister für Internationalen Handel und Industrie im umgebildeten Kabinett Suzuki in die Regierung zurückkehrte. Bei der nach dem Rücktritt Suzuki Zenkōs 1982 abgehaltenen Wahl des LDP-Vorsitzenden trat Abe aus dem Anti-Tanaka-Lager gegen den von der Tanaka-Faktion unterstützten Nakasone Yasuhiro an. Nakasone gewann die Wahl deutlich mit 559.673 Stimmen; Abe unterlag ihm hinter Kōmoto Toshio (265.078 Stimmen) auf dem dritten Platz mit 80.443 Stimmen.
Von 1982 bis 1986 war er in den Kabinetten von Nakasone mit Ausnahme des dritten Kabinetts Außenminister. Aufgrund seines diplomatischen Geschicks wurde er von den Medien mitunter als „Außenpolitik-Abe“ (外交の安倍 Gaikō no Abe) betitelt und als potentieller Nachfolger für das Amt des Premierministers gehandelt. Zu dieser Zeit machte er seinen Sohn Shinzō zu seinem persönlichen Sekretär. Nach der für die LDP äußerst erfolgreichen Shūgiin-Wahl 1986 wurde Abe Vorsitzender des LDP-Exekutivrats und übernahm den Vorsitz seiner Faktion. Als sich das Ende von Nakasones Amtszeit als LDP-Vorsitzender näherte, galt Abe in Umfragen unter den zur Wahl antretenden drei Kandidaten (Abe, Takeshita Noboru und Miyazawa Kiichi) als beliebtester Nachfolger. Nakasone entschied sich jedoch für Takeshita als seinen Nachfolger, woraufhin Abe und Miyazawa sich zurückzogen. Unter Takeshita war Abe bis 1989 Generalsekretär der LDP.

### Tod
Während des Recruit-Skandals, in den Abe wie die meisten LDP-Politiker ebenfalls verwickelt war, erkrankte er 1988 an Bauchspeicheldrüsenkrebs. 1989 wurde er zur Entfernung eines Gallensteins im Hauptgallengang operiert, woraufhin er sich zu erholen schien. Im Hinblick auf die nächste Wahl des Parteivorsitzenden bemühte sich Abe ab 1989 zunehmend um die Rekrutierung neuer Abgeordneter, um seine Faktion zu vergrößern. Bei der Shūgiin-Wahl im Februar 1990 zogen die meisten dieser Kandidaten ins Shūgiin ein, darunter z. B. Yasuo Fukuda oder Takeo Kawamura. Im September 1990 verschlechterte sich Abes gesundheitlicher Zustand jedoch wieder; er starb im Mai 1991 im Alter von 67 Jahren.